# Ideopsis vulgaris
Ideopsis vulgaris е вид пеперуда от семейство Многоцветници (Nymphalidae). Видът не е застрашен от изчезване.

## Разпространение и местообитание
Разпространен е в Бруней, Виетнам, Индонезия (Бали, Калимантан, Малки Зондски острови, Суматра и Ява), Камбоджа, Китай (Хайнан), Лаос, Малайзия (Западна Малайзия, Сабах и Саравак), Мианмар, Сингапур, Тайланд и Филипини.
Обитава гористи местности, градини, крайбрежия, плажове и плантации.